# Мередит Монк
Мередит Джейн Монк (на английски: Meredith Jane Monk) е американска композиторка, музикантка, режисьорка и хореографка.

## Биография
Родена е на 20 ноември 1942 година в Ню Йорк в семейството на бизнесмен и певица. През 1964 година завършва Колежа „Сара Лорънс“ в Йонкърс.
Основава през 1968 година трупа, разработваща интердисциплинарен подход към изпълнителското изкуство. Става известна в артистичните кръгове с иновативните си вокални изпълнения и авангардните си композиции в различни жанрове.